# La Quintana (Oristà)
La Quintana és una masia neoclàssica d'Oristà (Lluçanès) inclosa a l'Inventari del Patrimoni Arquitectònic de Catalunya.

## Descripció
Masia composta per dos cossos de diverses èpoques i al seu davant una ermita. La construcció més antiga té una porta dovellada irregular amb una inscripció que posa 1780, coberta amb una teulada a una vessant. Parets de pedra irregular i poques obertures amb un pou al seu davant.
L'altre cos és un gran casal de construcció posterior de planta baixa i tres pisos. Totes les finestres i balcons són de pedra tallada.
Ermita de la Mare de Déu dels Dolors
Església neoclàssica d'una sola nau coberta amb volta de creueria i una teulada a doble vessant amb el carener perpendicular a la façana principal, on hi ha la porta allindada i una finestra rodona a la part superior. Sobre la teulada hi ha una espadanya feta de dos pilars rectangulars i un arc, que sostenen la campana. Els murs són de pedres irregulars i morter, el mur de la façana és emblanquinat, igual que l'interior de la capella.